# Floorball zveza Slovenije
Floorball zveza Slovenije (kratica FZS) je krovna športna organizacija na področju floorballa v Sloveniji. Organizira tekmovanja v domačih floorball ligah ter slovenske floorball reprezentance.
Trenutni predsednik zveze je Borut Mavsar, sekretar lige pa Rok Ritonja.

## Lige
- 1. slovenska floorball liga
- 2. slovenska floorball liga
- 1. ŽSFL
- 1. SFL U19
- 1. SFL U16
- 1. SFL U13
- 1. SFL U11
- 1. SFL U9